# Novoukraiinka, Mlîniv
Novoukraiinka (în ucraineană Новоукраїнка) este localitatea de reședință a comunei Novoukraiinka din raionul Mlîniv, regiunea Rivne, Ucraina.

## Demografie
Componența lingvistică a localității Novoukraiinka
     Ucraineană (99,25%)
     Alte limbi (0,76%)
Conform recensământului din 2001, majoritatea populației localității Novoukraiinka era vorbitoare de ucraineană (99,25%), existând în minoritate și vorbitori de alte limbi.